# Circle (Alaska)
Circle és una concentració de població designada pel cens dels Estats Units a l'estat d'Alaska. Segons el cens del 2000 tenia 100 habitants.

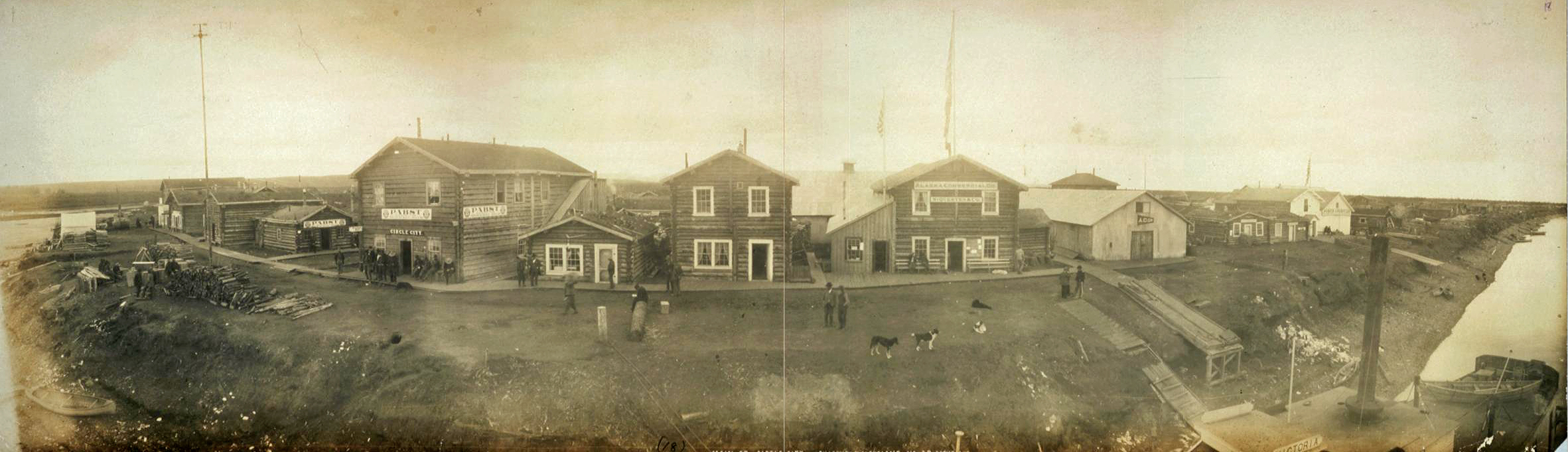
Vista panoràmica del carrer principal de Circle, setembre de 1899.

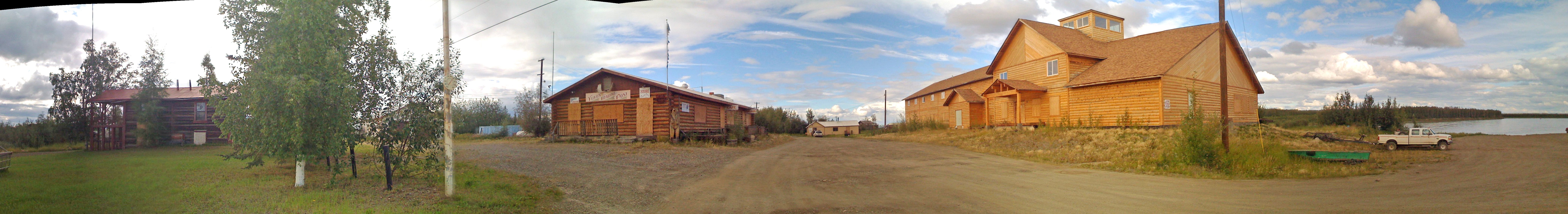
Vista panoràmica de Circle, Alaska, 6 d'agost de 2008. A la dreta el riu Yukon.

## Demografia
Segons el cens del 2000, Circle tenia 100 habitants, 34 habitatges, i 22 famílies La densitat de població era de 0,4 habitants/km².
Dels 34 habitatges en un 29,4% hi vivien nens de menys de 18 anys, en un 11,8% hi vivien parelles casades, en un 32,4% dones solteres, i en un 32,4% no eren unitats familiars. En el 23,5% dels habitatges hi vivien persones soles el 5,9% de les quals corresponia a persones de 65 anys o més que vivien soles. El nombre mitjà de persones vivint en cada habitatge era de 2,94 i el nombre mitjà de persones que vivien en cada família era de 3,48.
Per edats la població es repartia de la següent manera: un 29% tenia menys de 18 anys, un 10% entre 18 i 24, un 27% entre 25 i 44, un 30% de 45 a 60 i un 4% 65 anys o més.
L'edat mediana era de 34 anys. Per cada 100 dones hi havia 100 homes. Per cada 100 dones de 18 o més anys hi havia 115,2 homes.
La renda mediana per habitatge era d'11.667 $ i la renda mediana per família d'11.250 $. Els homes tenien una renda mediana de 0 $ mentre que les dones 23.750 $. La renda per capita de la població era de 6.426 $. Aproximadament el 50% de les famílies i el 42% de la població estaven per davall del llindar de pobresa.

## Poblacions més properes
El següent diagrama mostra les poblacions més properes.